# San-Flaviano-Affäre
Die San-Flaviano-Affäre war ein militärisch-diplomatischer Zwischenfall während des Permesta-Aufstands gegen die Regierung Sukarno in Indonesien 1957/58, bei dem ein britischer Tanker durch einen CIA-Piloten im Rahmen einer Falsche-Flagge-Operation bombardiert und versenkt wurde.

## Der TankerSan Flaviano
Die San Flaviano war ein britischer Tanker der Eagle Oil and Shipping Company, der durch die Royal Dutch Shell unter der Flagge der Bahamas betrieben wurde. Benannt war das Schiff nach dem Schutzheiligen Flavianus von Konstantinopel.
Technische Daten:
- Bauwerft: Cammell Laird, Birkenhead, England
- Baunummer: 1242
- Stapellauf 1956
- Größe: 19.349 t
- Länge: 169 m
- Breite: 21 m
- Maschine: Dampfturbine
- Geschwindigkeit: 14 kn
- Besatzung: 53

## Die Versenkung

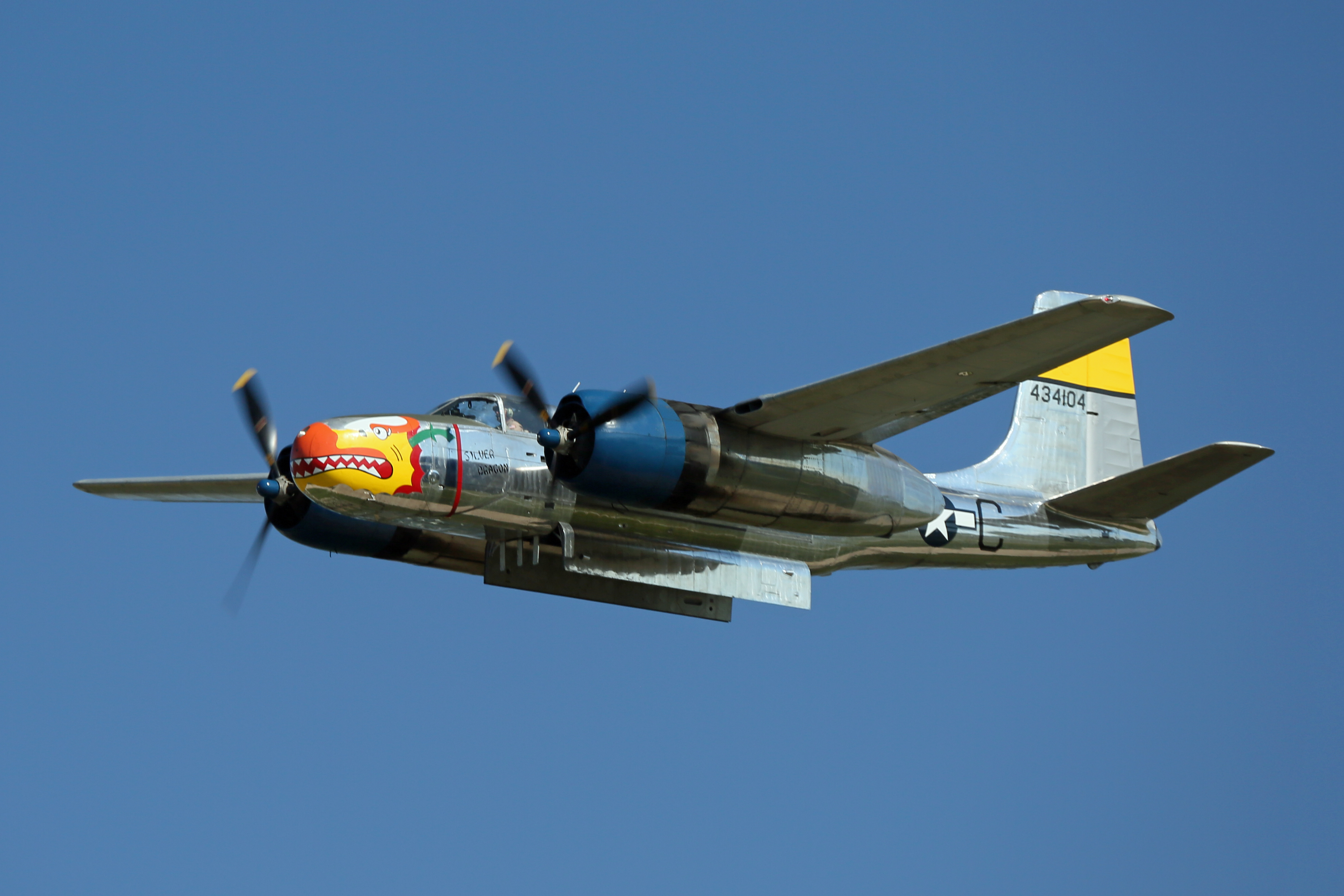
Douglas A-26 Invader (19453591704)

Zur Unterstützung der Permesta-Rebellen hatte die CIA Anfang 1958 die AUREV (Angkatan Udara Revolusioner) aufgebaut; eine kleine Luftwaffe, die aus 15 B-26-Bombern und einigen P-51-Mustang-Jagdflugzeugen bestand, die von CIA-Agenten und Söldnern aus Nationalchina (Taiwan), Polen, den Philippinen und den Vereinigten Staaten bemannt wurden. Am 28. April 1958 befand sich die San Flaviano im Hafen von Balikpapan an der Ostseite Borneos. Sie hatte soeben ihre Ladung kuwaitisches Rohöl gelöscht, als sie und ein zweiter britischer Tanker von einer B-26 bombardiert wurden, die schwarz gestrichen und war und keine Hoheitsabzeichen trug. Aufgrund der soeben erfolgten Entladung waren die Bunker des Tankers noch mit hoch entflammbarem Gas gefüllt. Obwohl sich durch die Explosionen von einer oder mehreren 500-lb-(230 kg)-Bomben zügig ein Feuer über das Schiff ausbreitete und die Rettungsboote an der Steuerbordseite bereits zerstört bzw. unbrauchbar gemacht hatte, gelang es der gut 50-köpfigen Besatzung, die beiden Rettungsboote der Backbordseite klarzumachen und das Schiff zu evakuieren. Die San Flaviano strandete im Eingang des Hafens und brannte völlig aus. Nach einer Nachricht des Hamburger Abendblatts galt der Tanker als Totalverlust.
Neben der San Flaviano wurde noch der ebenfalls im Hafen befindliche der Shell-Tanker Daronia attackiert. Das Schiff wurde zwar von einer Bombe getroffen, die jedoch nicht explodierte. Im Gegensatz zur San Flaviano war die Daronia noch mit Rohöl beladen. Eine Explosion der Bombe hätte vermutlich eine Katastrophe ausgelöst, von der auch die Hafenanlagen betroffen gewesen wären. Die Daronia nahm einen Teil der Besatzung der San Flaviano an Bord und transportierte sie nach Singapur. Aufgrund des Bombardements ihrer beiden Tanker stellte Shell die Öllieferungen in den Hafen ein.
Im Juni 1958 behaupteten sowohl die indonesische als auch die britische Regierung, dass indonesische Rebellen der Permesta den Angriff geflogen hätten. Tatsächlich war der Pilot der Maschine ein ehemaliger Offizier der USAAF, William Beale. Die Bombardierung war Teil einer nachrichtendienstlichen Operation der CIA zur Destabilisierung der indonesischen Regierung Sukarno. Durch die Bombardierung neutraler Handelsschiffe durch die angeblichen Aufständischen sollten Neutrale von indonesischen Gewässern abgeschreckt und dadurch die Wirtschaft des Landes geschwächt werden.
Da die britische Regierung den außenpolitischen Kurs des NATO-Partners USA gegenüber Indonesien unterstützte, wurde die Bombardierung der San Flaviano durch die CIA verschleiert, obwohl am 17. Mai 1958 in der Molukkensee auch das britische U-Boot Aurochs durch ein Flugzeug der Söldnertruppe beschossen worden war.

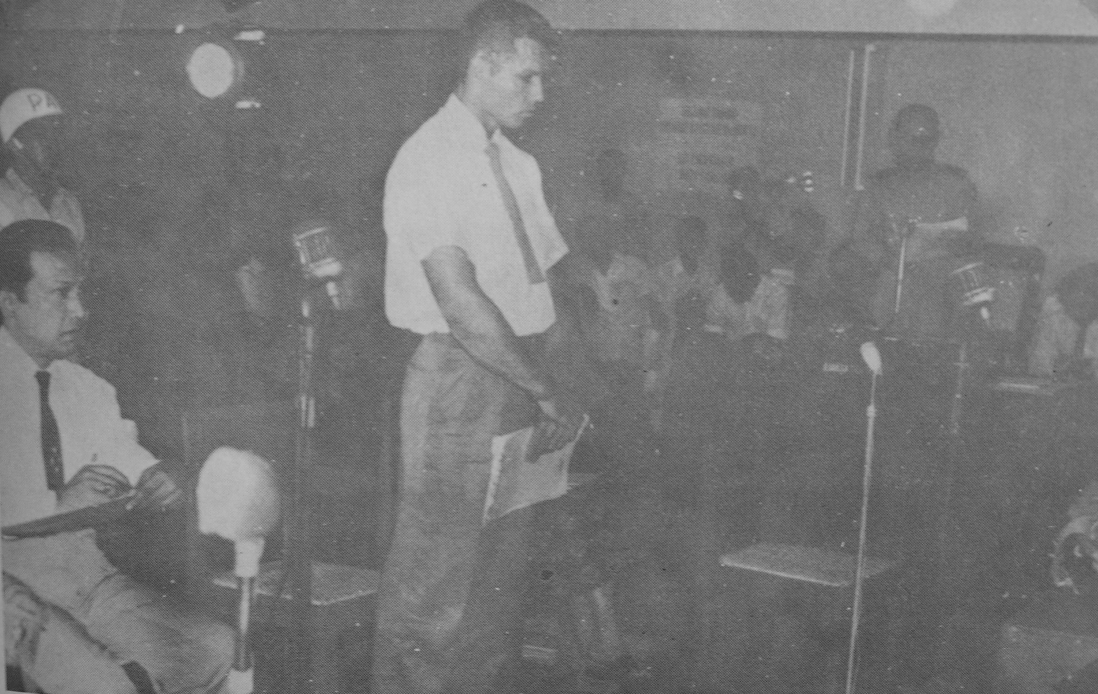
Allen Pope

Am 18. Mai 1958 schossen die indonesischen Streitkräfte unter dem Kommando von General Abdul Haris Nasution eine angreifende B-26 ab und nahmen dabei den CIA-Piloten Allen Lawrence Pope gefangen. Trotzdem wurde eine Involvierung der USA sowohl von Indonesien als auch Großbritannien weiterhin geleugnet. Pope wurde wegen Mordes an indonesischen Soldaten zum Tode verurteilt, jedoch bereits 1961 in die USA entlassen. Er war später für die Southern Air Transport (SAT) in Miami tätig, bei der es sich wie bei der Air America um eine Frontorganisation der CIA handelte, die in den 1980er Jahren auch im Contra-Krieg in Nicaragua Verwendung fand.
Beale, der den Angriff auf die San Flaviano geflogen hatte, starb am 6. April 1962 bei einem Einsatz für Air America im Laotischen Bürgerkrieg, als seine überladene Maschine nicht abhob und mitsamt der gesamten Besatzung verunglückte. Es gab keine Überlebenden.